# Cạnh (hình học)
| Ba cạnh AB, BC, và CA, mỗi cạnh nối 2 đỉnh của một tam giác.              | Một đa giác bị bao bởi các cạnh, hình vuông này có 4 cạnh.                                                                |
| Mỗi cạnh thuộc về 2 mặt trong một đa diện, giống như khối lập phương này. | Mỗi cạnh được chia sẻ bởi ba hoặc nhiều mặt trong một polytope 4, như được thấy trong hình phóng chiếu của một tesseract. |

Về khái niệm cạnh trong lý thuyết đồ thị, xem Cạnh (lý thuyết đồ thị)
Trong hình học, một cạnh là một đoạn thẳng nối hai đỉnh trong một đa giác, đa diện, hoặc trong một đa diện chiều cao hơn 3. Trong một đa giác, một cạnh là một đoạn thẳng tạo ra ranh giới của đa giác. Trong một đa diện nói chung một cạnh là một đoạn thẳng là phần chung của hai mặt đa diện cắt nhau. Một đoạn thẳng nối hai đỉnh và đi qua bên trong hoặc bên ngoài đa giác/đa diện không phải là cạnh mà được gọi là một đường chéo.

## Liên quan đến các cạnh trong biểu đồ
Trong lý thuyết đồ thị, một cạnh là một đối tượng trừu tượng nối hai đỉnh đồ thị, không giống như các cạnh đa giác và đa diện có biểu diễn hình học cụ thể là một đoạn thẳng. Tuy nhiên, bất kỳ khối đa diện nào cũng có thể được biểu diễn bằng khung xương hoặc khung xương cạnh của nó, một đồ thị có các đỉnh là các đỉnh hình học của khối đa diện và có các cạnh tương ứng với các cạnh hình học.  Ngược lại, các đồ thị là bộ xương của khối đa diện ba chiều có thể được đặc trưng bởi định lý Steinitz là chính xác là đồ thị hai mặt phẳng được kết nối 3 đỉnh.

## Số cạnh trong khối đa diện
Bất kỳ bề mặt đa diện lồi nào cũng có đặc tính Euler
V-E +F=2
Trong đó V là số đỉnh, E là số cạnh và F là số mặt. Phương trình này được gọi là công thức đa diện của Euler. Do đó, số cạnh nhỏ hơn 2 so với tổng số đỉnh và mặt. Ví dụ, một khối lập phương có 8 đỉnh và 6 mặt và do đó có 12 cạnh.

## Sự cố với khuôn mặt khác
Trong một đa giác, hai cạnh gặp nhau ở mỗi đỉnh; tổng quát hơn, bởi lý Balinski của, ít nhất là d cạnh gặp nhau tại mỗi đỉnh của một d chiều lồi polytope.  Tương tự, trong một khối đa diện, chính xác hai mặt hai chiều gặp nhau ở mọi cạnh,  trong khi ở đa giác chiều cao hơn, ba hoặc nhiều mặt hai chiều gặp nhau ở mọi cạnh.

## Thuật ngữ thay thế
Trong lý thuyết về chiều cao polytopes lồi, một khía cạnh hoặc phía của một d chiều polytope là một trong của nó (d  - 1) tính năng chiều, một sườn núi là một (d  - 2) Tính năng chiều, và một đỉnh là một  tính năng hai chiều (d - 3). Do đó, các cạnh của đa giác là các mặt của nó, các cạnh của khối đa diện lồi 3 chiều là các đường vân của nó và các cạnh của đa giác 4 chiều là các đỉnh của nó.